# Centro Nacional de Convenciones de Catar
El Centro Nacional de Convenciones de Catar se encuentra en Gharafat Al Rayyan, en la carretera Dukhan en la ciudad de Doha, la capital del país asiático de Catar. El centro de convenciones es miembro de la Fundación para la Educación, la Ciencia y el Desarrollo Comunitario de Catar y se sitúa en 2500 acres del campus de la Fundación Catar junto con el Centro de Investigación Médica de Sidra, el Parque Científico y Tecnológico de Catar, Weill Cornell Medical College de Catar, y la Universidad de Georgetown, entre otros. Fue inaugurado formalmente el 4 de diciembre de 2011.
En julio de 2019, el QNCC acogió «Los Pitufos en directo: Los Pitufos salvan la primavera» y «Hello Kitty Live Fashion & Friends».
En 2022 se celebró la tercera exposición Build your House. El DECC y el QNCC firmaron un acuerdo en febrero de 2022 para promover Qatar como centro de eventos empresariales.
En noviembre de 2023, se celebraron en el QNCC la Conferencia de Liderazgo de Qatar (QLC) y la Cumbre Mundial de Innovación para la Educación.